# Duwamish River
Duwamish River ist der Name der letzten 19 km des Green River im US-Bundesstaat Washington. Sein stark industriell genutzter Ästuar ist als Duwamish Waterway bekannt.

## Geschichte
Ursprünglich mündeten White River und Green River nicht bei Auburn ineinander, sondern mündeten bei Tukwila in den Black River und bildeten den Duwamish River. Im Jahre 1906 änderte der White River aber im Verlauf einer großen Flut seinen Lauf und entleert sich seitdem in den Puyallup River. Einige Jahre später, 1912, wurde der Cedar River umgeleitet und mündet nun in den Lake Washington, statt wie zuvor in den Black River, obwohl der See selbst immer noch in diesen entwässert. Mit der Eröffnung des Lake Washington Ship Canals im Jahre 1916 sank der Pegel des Sees um etwa 2,7 Meter und der Black River trocknete aus. Deswegen ist der Punkt der Namensänderung vom Green River zum Duwamish River nicht länger der Zusammenfluss von Green und Black River, obwohl sich die Stelle nicht geändert hat.
Der Fluss ist nach dem Indianerstamm der Duwamish benannt.

## Nutzung
Der Duwamish Waterway mündet in die Elliott Bay bei Seattle, Washington, und wird durch die von Menschenhand geschaffene Harbor Island in zwei Kanäle geteilt, East und West Waterway.
Aufgrund der starken Umweltverschmutzung durch die industrielle Nutzung wurde der untere, 8 Kilometer lange Abschnitt des Flusses von der United States Environmental Protection Agency zum Superfund-Projekt erklärt. Zu den Schadstoffen im Fluss gehören PCB, PAH, Quecksilber und Phthalsäureester. Die Sanierung des Flusses war kontrovers. Der ursprüngliche Plan sah vor, den Fluss auszubaggern und den dabei anfallenden Klärschlamm in die etwa 40 Kilometer südwestlich liegende Commencement Bay bei Tacoma einzuleiten, aber der örtliche Widerstand gegen diesen Plan erzwang den Transport des Klärschlamms ins Klickitat County in Washingtons Süden.
Derzeit gibt es ein aktives PCB-Leck an der Nordseite des Flusses. Es ist bekannt, dass die Schadstoffe über Entwässerungsleitungen vom nördlichen Ende des Produktionsareals von Boeing stammen, die genaue Ursache ist jedoch nicht klar. Aus diesem Grunde ist die Sanierung des Flusses gestoppt, bis die Ursache der Schadstoffe gefunden wird.